# Campeonato Europeo de Atletismo en Ruta
El Campeonato Europeo de Atletismo en Ruta es una competición de atletismo en ruta a nivel europeo que se disputa desde 2025. Es realizado bajo la organización de Atletismo Europeo.
En este campeonato se disputan seis carreras, en las distancias de 10 km, media maratón y maratón, tanto para hombres como para mujeres.

## Ediciones
| Núm. | Año  | Sede             | País    |
| ---- | ---- | ---------------- | ------- |
| I    | 2025 | Bruselas-Lovaina | Bélgica |
| II   | 2027 | Belgrado         | Serbia  |

## Medallero histórico
- Actualizados a Bruselas/Lovaina 2025.

| Núm. | País      | Oro | Plata | Bronce | Total |
| ---- | --------- | --- | ----- | ------ | ----- |
| 1    | Francia   | 4   | 1     | 2      | 7     |
| 2    | Italia    | 3   | 1     | 2      | 6     |
| 3    | España    | 2   | 3     | 1      | 6     |
| 4    | Bélgica   | 2   | 2     | 3      | 7     |
| 5    | Israel    | 1   | 2     | 2      | 5     |
| 6    | Alemania  | 0   | 2     | 0      | 2     |
| 7    | Noruega   | 0   | 1     | 0      | 1     |
| 8    | Eslovenia | 0   | 0     | 1      | 1     |
| 8    | Turquía   | 0   | 0     | 1      | 1     |
|      | TOTAL     | 12  | 12    | 12     | 36    |